# Ференц Кочур
Ференц Кочур (фр. Ferry Koczur, 2 вересня 1930, Брюнсюм — 19 вересня 1989) — французький футболіст, що грав на позиції півзахисника. По завершенні ігрової кар'єри — тренер.
Виступав, зокрема, за клуби «Сент-Етьєн» та «Ніцца», а також національну збірну Франції.
Чемпіон Франції.

## Клубна кар'єра
У дорослому футболі дебютував 1947 року виступами за команду «Ла-Комбель Шарбоньєр», у якій провів два сезони. 
Своєю грою за цю команду привернув увагу представників тренерського штабу клубу «Сент-Етьєн», до складу якого приєднався 1949 року. Відіграв за команду із Сент-Етьєна наступні сім сезонів своєї ігрової кар'єри. Більшість часу, проведеного у складі «Сент-Етьєна», був основним гравцем команди.
У 1956 році перейшов до клубу «Ніцца», за який відіграв 5 сезонів. Граючи у складі «Ніцци» також здебільшого виходив на поле в основному складі команди. За цей час виборов титул чемпіона Франції. Завершив професійну кар'єру футболіста виступами за команду «Ніцца» у 1961 році.

## Виступи за збірну
У 1952 році дебютував в офіційних матчах у складі національної збірної Франції.
Загалом протягом кар'єри в національній команді, яка тривала 1 рік, провів у її формі 3 матчі.

## Кар'єра тренера
Розпочав тренерську кар'єру, повернувшись до футболу після тривалої перерви, 1978 року, очоливши тренерський штаб клубу «Ніцца». Досвід тренерської роботи обмежився цим клубом.
Помер 19 вересня 1989 року на 60-му році життя.
| Дата       | Місто    | Господарі | Результат | Гості   | Турнір           | Голи | Примітки |
| ---------- | -------- | --------- | --------- | ------- | ---------------- | ---- | -------- |
| 22-5-1952  | Брюссель | Бельгія   | 1 – 2     | Франція | товариський матч | -    |          |
| 16-11-1952 | Дублін   | Ірландія  | 1 – 1     | Франція | товариський матч | -    |          |
| 25-12-1952 | Коломб   | Франція   | 0 – 1     | Бельгія | товариський матч | -    |          |
| Усього     |          | Матчів    | 3         |         | Голів            | 0    |          |

## Титули і досягнення
- Чемпіон Франції (1):

«Ніцца»: 1958-59